# حلایب
حلایب (به عربی: حلایب) یک شهرک در مصر است که در مثلث حلایب واقع شده‌است.
این شهر که در کنار دریای سرخ قرار دارد یکی از مناطق مورد مناقشه مصر و سودان است.